# Yūka Nitta
新田 祐克
Œuvres principales
- The Prime Minister's Secret Diplomacy
- Casino Lily
- Haru wo Daiteita

Yuuka Nitta (新田 祐克, Nitta Yuuka), née le 8 mars 1971 dans la Préfecture de Fukui au Japon, est une mangaka japonaise, surtout connue pour ses œuvres à caractère yaoi (homosexuel). Elle a, entre autres, créé des mangas tels que :
- The Prime Minister's Secret Diplomacy
- Casino Lily
- Haru wo Daiteita
- Fuyu no semi
- Boku no Koe
- Irokoi ou When a man loves a man
- Alive